# كريستيانا فيغيريس
كارين كريستيانا فيغيريس أولسن (من مواليد 7 أغسطس 1956) هي دبلوماسية كوستاريكية وقائدة معترف بها دوليًا في مجال تغير المناخ العالمي. شغلت منصب الأمين التنفيذي لاتفاقية الأمم المتحدة الإطارية بشأن تغير المناخ 2010. وبعد توليها المسؤولية عن المفاوضات الدولية المتعلقة بتغير المناخ بعد ستة أشهر من فشل مؤتمر الأطراف الخامس عشر في كوبنهاغن في عام 2009، خلال السنوات الست التالية، عملت على إعادة بناء عملية التفاوض بشأن تغير المناخ العالمي، مما أدى إلى اتفاق باريس لعام 2015، والذي تم الاعتراف به على نطاق واسع باعتباره إنجازًا تاريخيًا.
عملت فيغيريس على مر السنين في مجالات تغير المناخ والتعاون الفني والمالي والطاقة واستخدام الأراضي والتنمية المستدامة. في عام 2016، كانت مرشحة كوستاريكا لمنصب الأمين العام للأمم المتحدة وكانت من أوائل المرشحين، لكنها قررت الانسحاب بعد حصولها على دعم غير كافٍ. وهي مؤسسة مجموعة التفاؤل العالمي، وشاركت في تأليف كتاب "المستقبل الذي نختاره: النجاة من أزمة المناخ" (2020) مع توم ريفيت كارناك، وشاركت في استضافة البودكاست الشهير الغضب والتفاؤل.